# Trofeo Tosco-Umbro
Le Trofeo Tosco-Umbro - Trofeo Gabriele est une course cycliste italienne disputée au mois de juillet à Lippiano (it), hameau de la commune de Monte Santa Maria Tiberina (Ombrie). Créée en 1986, elle est organisée par la Société cycliste Audax 93
Durant son existence, cette épreuve fait partie du calendrier régional de la Fédération cycliste italienne, en catégorie 1.19. Elle est par conséquent réservée aux coureurs espoirs (moins de 23 ans) et élites sans contrat.

## Parcours
Le Trophée se déroule sur un parcours difficile et sélectif.

## Palmarès
| Année | Vainqueur            | Deuxième           | Troisième               |
| ----- | -------------------- | ------------------ | ----------------------- |
| 1986  | Giuseppe Comodi      |                    |                         |
| 1987  | Massimo Riganti      |                    |                         |
| 1988  | Giuseppe Bellino     |                    |                         |
| 1989  | Roberto Petito       |                    |                         |
| 1990  | Francesco Di Ruscio  |                    |                         |
| 1991  | Daniele Anderlini    |                    |                         |
| 1992  | Marco Magnani        |                    |                         |
| 1993  | Giuliano Figueras    |                    |                         |
| 1994  | Damiano Giannini     |                    |                         |
| 1995  | Daniele Balestri     |                    |                         |
| 1996  | Sergio Zaottini      |                    |                         |
| 1997  | Gianluca Fanfoni     |                    |                         |
| 1998  | Gianluca Balestri    |                    |                         |
| 1999  | Seweryn Kohut (de)   |                    |                         |
| 2000  | Cristian Marianelli  |                    |                         |
| 2001  | Alessandro D'Andrea  |                    |                         |
| 2002  | Maurizio Capponi     |                    |                         |
| 2003  | Moisés Aldape        |                    |                         |
| 2004  | Moisés Aldape        | Francesco Ghiarè   | Pavel Linet             |
| 2005  | Davide Torosantucci  | Pasquale Santillo  | Alessandro Trotta       |
| 2006  | Gabriele Giuntoli    | Fabio Taddei       | Pavel Kalinin           |
| 2007  | Anton Sintsov        | Francesco De Bonis | Stefano Formichetti     |
| 2008  | Alessandro Trotta    | Henry Frusto       | Alessandro Fantini (it) |
| 2009  | Henry Frusto         | Massimo D'Elpidio  | Paolo Centra            |
| 2010  | Derik Zampedri (de)  | Luca Benedetti     | Silvio Satini           |
| 2011  | Davide Mucelli       | Eldar Dzhabrailov  | Davide Censori          |
| 2012  | Andrea Fedi          | Luigi Miletta      | Kristian Sbaragli       |
| 2013  | Paweł Poljański      | Pierpaolo Ficara   | Paolo Totò              |
| 2014  | Marlen Zmorka        | Omar Asti          | Marco D'Urbano          |
| 2015  | Vincenzo Albanese    | Mirco Maestri      | Alessandro Frangioni    |
| 2016  | Marco Bernardinetti  | Maxim Rusnac       | Raffaello Bonusi        |
| 2017  | Michael Delle Foglie | Yuri Colonna       | Aleksandr Vlasov        |
| 2018  | Filippo Fiorelli     | Leonardo Tortomasi | Andrea Di Renzo         |
| 2019  | Raffaele Radice      | Artur Sowiński     | Yaroslav Parashchak     |